# Silbitz
Silbitz est une commune allemande de l'arrondissement de Saale-Holzland, Land de Thuringe.

## Géographie
Silbitz se situe sur la rive droite de l'Elster Blanche.
| Rauda/Eisenberg | Hartmannsdorf/Crossen an der Elster | Wetterzeube  |
| Tautenhain      | Silbitz                             | Gera         |
|                 | Caaschwitz                          | Bad Köstritz |

## Histoire
Silbitz est mentionné pour la première fois en 1217.

## Sport
L'équipe de football du SV Elstertal Silbitz/Crossen participait au Championnat de RDA de football (Bezirksliga) Gera.